# Helina carpiae
Helina carpiae este o specie de muște din genul Helina, familia Muscidae, descrisă de Couri, Pont și Penny în anul 2006.
Este endemică în Madagascar. Conform Catalogue of Life specia Helina carpiae nu are subspecii cunoscute.